# Reisestecker

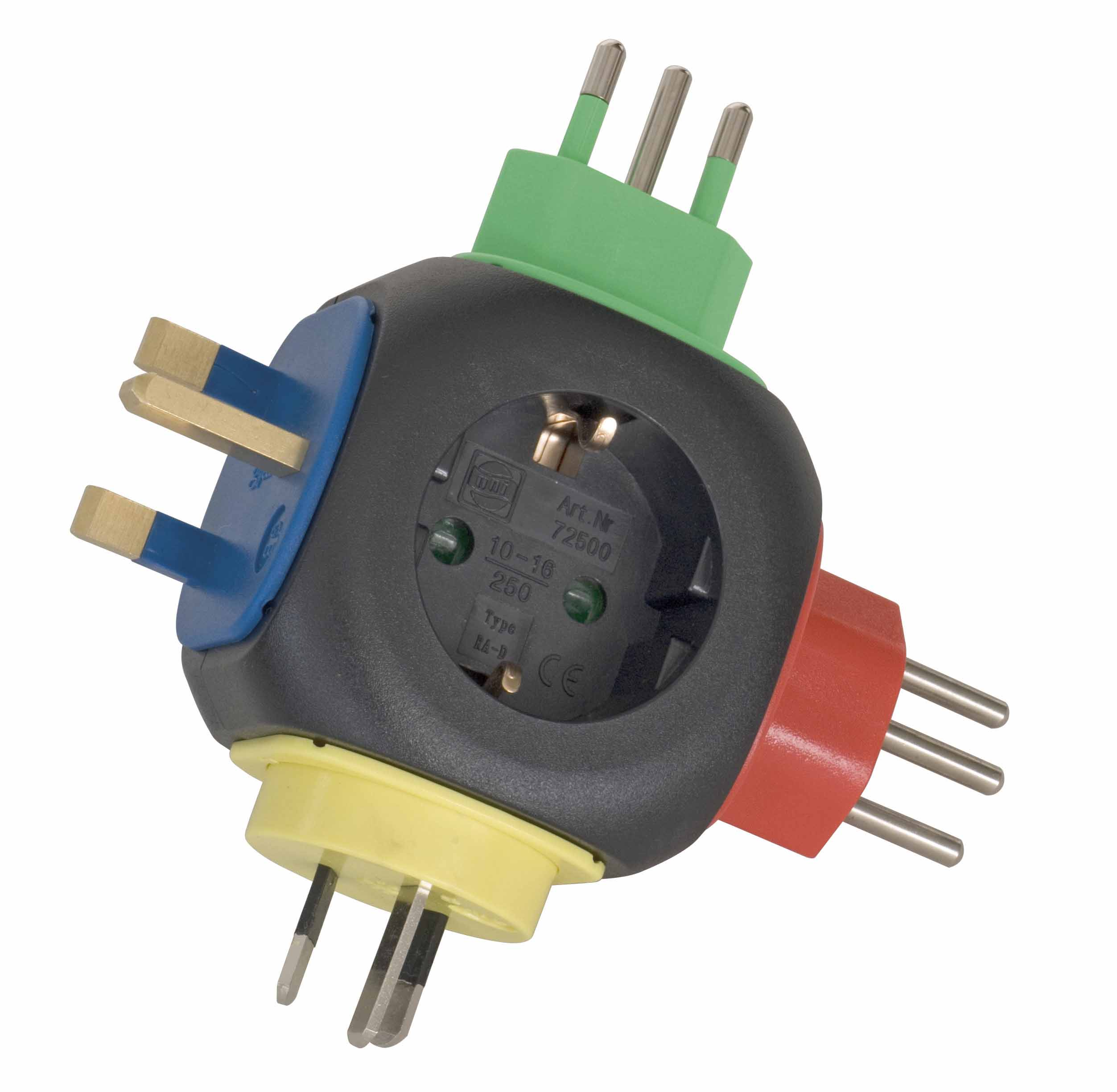
Reisestecker mit Schutzkontakt und austauschbaren Adaptern für verschiedene Länder; der stromführende Steckadapter ist auf der Rückseite angebracht und daher nicht zu sehen.

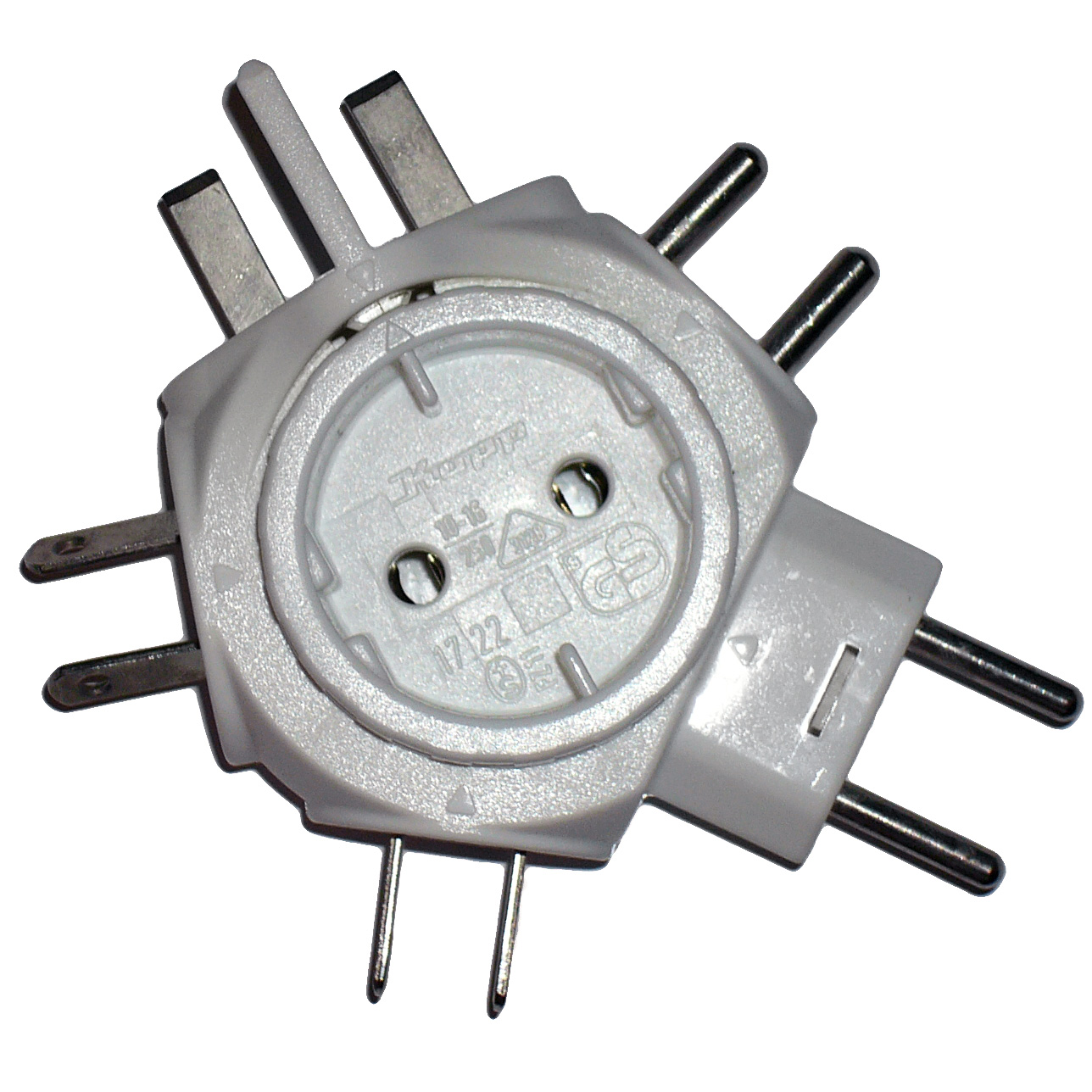
B: Reisestecker ohne Schutzkontaktfunktion

Ein Reisestecker, Reiseadapter oder Steckdosenadapter dient dazu, die in der physikalischen Form oder elektrischen Charakteristik begründeten Unterschiede zwischen verschiedenen Steckersystemen zu überbrücken, so dass eine Verbindung hergestellt und das angeschlossene elektrische Gerät betrieben werden kann.
Ein Reisestecker kann in einfacher Ausführung nur einen Typ Stecker mit einem anderen Typ Steckdose verbinden. In aufwändigerer Ausführung erlaubt er es, unterschiedlichste Steckertypen mit unterschiedlichsten Steckdosentypen zu verbinden.
Liegen die zu überbrückenden Unterschiede jedoch nicht nur in unterschiedlichen Stecker- und Steckdosentypen, sondern auch in unterschiedlichen Netzspannungen begründet (z. B. Europa 230 V gegenüber Nordamerika 110 V), so muss der Reisestecker auch einen Transformator enthalten, damit ein für eine Netzspannung geeignetes Gerät an einer Steckdose mit einer anderen Netzspannung betrieben werden kann. Ein eventuell nötiger Spannungswandler kann auch als externes Bauteil vorgeschaltet werden. Neben unterschiedlichen Spannungen gibt es auch unterschiedliche Netzfrequenzen, meist 50 Hz oder 60 Hz, die von Reisesteckern nicht verändert werden können. Inzwischen haben immer mehr elektrische Geräte Schaltnetzteile mit Weitbereichseingang. Für diese Geräte ist kein Transformator nötig. Zulässige Eingangsspannungen und -Frequenzen finden sich auf einem Netzteil hinter dem Wort INPUT.
Neben der Nennspannung des an der Kupplung zu betreibenden Elektrogerätes ist darauf zu achten, dass der Reisestecker und der verwendete internationale Stecker auch für die angegebene Stromstärke ausgelegt sind. Der Reisestecker in Abbildung B adaptiert vom Eurostecker (unten rechts), der für maximal 2,5 A ausgelegt ist und dem hier wie auch Typ G (oben links) die Isolierung der Stifte fehlt, auf eine Kupplung, die für Geräte mit maximal 16 A genutzt wird.
Ein weiteres Merkmal, das für eine sichere und ordnungsgemäße Funktion von elektrischen Geräten am Reisestecker wichtig sein kann, ist die Verdrahtung des Schutzleiters durch die Kupplung, die das betriebene Elektrogerät mit dem jeweiligen Stromnetz verbindet. Doch gerade dieses Merkmal fehlt bei vielen günstigen der im Handel gängigen Reisestecker. In der Abbildung B ist an den beiden Kunststoffstegen innerhalb der kreisförmigen Kupplungsdraufsicht für den Schuko-Stecker (an den Positionen „5 und 11 Uhr“) klar zu erkennen, dass diese Kupplung über keinen derartig angeschlossenen Schutzleiter verfügt – da auch nur zwei metallische Stifte je internationalem Stecker existieren (der mittlere Stift von Typ G oben links ist aus Kunststoff und dient einzig der Entriegelung der Kindersicherung). Reisestecker mit Schutzleiterfunktion (siehe obere Abbildung) weisen an dieser Stelle verdrahtete Metallkontakte auf, die an die internationalen Steckkontakte durchgeleitet werden. Ist dies nicht der Fall, sollten statt Schuko- nur Konturen- und Eurostecker eingeführt werden.
Einige Reisestecker verfügen auch über ein eingebautes Netzteil mit USB-Anschluss, mit dem man Akkus von Kleingeräten wie Mobiltelefonen oder Kameras aufladen kann.